# EcuRed
EcuRed – hiszpańskojęzyczna kubańska encyklopedia internetowa oparta na oprogramowaniu MediaWiki. 
EcuRed w założeniu ma być alternatywą dla Wikipedii, przedstawiając kubańską wersję historii i wizję świata. Według autorów encyklopedia powstała „by tworzyć i szerzyć wiedzę o wszystkim i dla wszystkich, z Kuby i z całego świata”, gromadząc wiedzę z „demokratycznego, nieobliczonego na zysk i obiektywnego z punktu widzenia dawnej kolonii, która wybiła się na niepodległość”
Serwis został uruchomiony 13 grudnia 2010 roku. Mogą przy nim pracować zalogowani użytkownicy, którzy uzyskają akceptację administratorów projektu. W dniu startu encyklopedia zawierała niemal 20 tys. stron, w tym artykułów, przekierowań i stron dyskusji.